# Ducs d'Angers

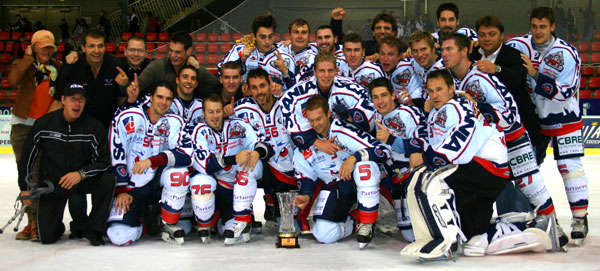
Hráči s trofejí Jacqua Lacarrièra

Ducs d'Angers (nebo také Association des Sports de Glisse d'Angers) je francouzský klub ledního hokeje z Angers. Klub vznikl v roce 1982 a hraje v nejvyšší francouzské soutěži Ligue Magnus.
Největším úspěchem klubu bylo vítězství ve francouzském poháru (Coupe de France) v roce 2007, v lize ještě žádný titul nevyhrál.
Klubovými barvami jsou modrá a červená.